# Henrieke Goorhuis
Henrieke Goorhuis (1990) woont in Veldhoven en is een Nederlands striptekenaar en illustrator. Goorhuis is autodidact en gespecialiseerd in het tekenen van dieren.

## Biografie
Henrieke Goorhuis heeft altijd graag getekend en legde zich geheel toe op het tekenen nadat zij op haar 16e de middelbare school verliet. Goorhuis wilde proberen of zij van haar tekenwerk een succes kon maken. Henrieke Goorhuis bezocht veel stripbeurzen en viel als meisje op tussen de voornamelijk mannelijke striptekenaars. Goorhuis' interesse ligt vooral bij klassieke animatie, strips en illustraties. Haar werk wordt intussen gewaardeerd in binnen- en buitenland. Ze heeft van tekenen haar beroep kunnen maken.
In 2017 werd haar in Museum 't Oude Slot de Veldhovense Cultuurprijs uitgereikt.

## Olivier B. Bommel
In november 2016 verscheen er een nieuw Bommelverhaal met de titel Het Lastpak geschreven door Henk Hardeman met illustraties van Henrieke Goorhuis. Voor het boek heeft Goorhuis in een jaar tijd circa 60 tekeningen gemaakt. Het Lastpak verscheen 75 jaar na de eerste striproman over Tom Poes en Olie B. Bommel van Marten Toonder.

## Werkzaamheden (selectie)
- Disney
- Liquavista
- Gaia Zoo
- Safaripark Beekse Bergen
- Unga Toys
- Sanoma Publisher
- IDW Comics, Amerikaanse uitgever
- GROENEVELD Magazine
- Toonder Compagnie - Het Lastpak (november 2016)
- De Zonnegloed Sanctuary

- Gemeinsame Normdatei: 1188761382
- International Standard Name Identifier: 0000 0004 5929 9254
- Nederlandse Thesaurus van Auteursnamen: 407772359
- Virtual International Authority File: 70148036056487971949
- WorldCat: E39PBJvCKdBygb9PXK73r9WMT3